# Ernest Molier
Ernest Molier, né le 4 mai 1844 à Sainte-Croix (aujourd’hui un quartier de la ville du Mans) dans la Sarthe et décédé le 1er août 1933 à Paris dans le 16e arrondissement, est un artiste et directeur de cirque. Il est le fondateur et le directeur du cirque Molier, qu’il a dirigé de 1880 à 1933.

## Biographie
Ernest Molier est le fils de Jean-Adrien Molier, payeur du département de la Sarthe, et de Louise Busson-Lagroye. Il raconte lui-même s’être pris de passion pour le cheval un jour de foire, sur la place des Halles, au Mans. « Je mourrai en selle », déclare-t-il plus tard.

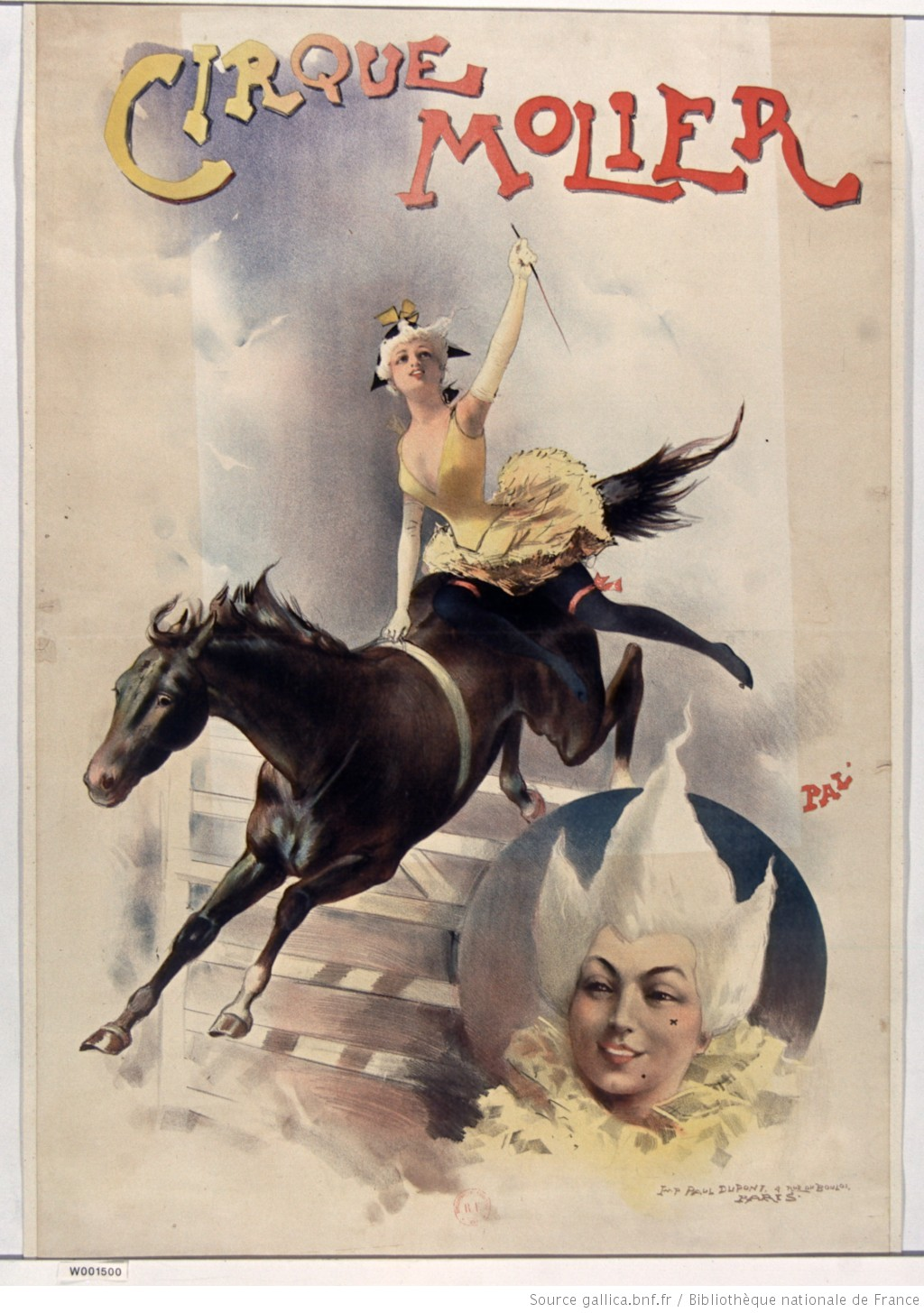
Affiche du cirque Molier.

En 1879, il fait construire sur un terrain contigu à son hôtel particulier de la rue Benouville, à Paris, un manège, une salle d’armes, des écuries, le tout à son usage personnel. Chaque jour, il y pratique des exercices de dressage, y forme des élèves - dont une certaine Blanche Allart, sa cadette de 30 ans, cavalière de renommée, dresseuse de chevaux, de chiens et de chameauxqu'il épouse en mars 1918. Il y reçoit également ses amis. Fait à l’origine de planches de bois, le bâtiment, susceptible d’accueillir environ 400 personnes, ne compte qu’un dégagement : un couloir si étroit qu’on y entre en file indienne. Il est bordé, côté gauche, par les écuries, qui abritent une dizaine de chevaux, et côté droit par les granges. On accède aux loges, dans la salle de représentation, par des échelles qu’il faut retirer sitôt les derniers spectateurs installés. 
La première représentation du cirque a lieu le 21 mars 1880, sous la présidence du prince de Sagan. Le spectacle commence par l’entrée en scène d’Ernest Molier monté à cheval sur une jument percheronne.
Dès lors, chaque année ou presque, Ernest Molier y donne trois galas, qui font courir le Tout-Paris - on est reçu sur invitation - et deviennent un événement mondain, attirant hommes du monde, gens de lettres et femmes de théâtre. Dans la rue Benouville, aujourd’hui si calme, une queue se forme qui se répand parfois jusque dans les rues adjacentes. Les artistes qui se produisent à cette occasion sont tous des amateurs et ont également pour point commun d’appartenir à l’aristocratie française.
Le cirque Molier ouvre ses portes de 1880 à 1933, pendant 53 ans, jusqu’à la mort de son fondateur.
La dernière représentation a lieu le 1er juillet 1933. Bien qu’alors âgé de presque quatre-vingt-dix ans et souffrant d’une luxation de l’épaule, le maître des lieux y participe, en apparaissant à cheval sur la piste.
Ernest Molier meurt à Paris un mois plus tard à son domicile situé au 6 bis, rue Benouville, à Paris, dans le 16e arrondissement.

## Publications
- Cirque Molier, 1880-1904 (1905)
- L’équitation et le cheval (1913)
- Le cirque, l’équitation et l’athlétisme (1925)